# Purl (película de 2019)
Purl es un cortometraje animado por ordenador de Pixar Animation Studios , escrito y dirigido por Kristen Lester y con guion de Michael Daley, Bradley Furnish, Lester y James Robertson. El corto se centra en una bola de lana llamada Purl, que consigue empleo en una empresa de dominada por humanos, causa suficiente para resultar ignorada por sus compañeros. El corto, estrenado el 4 de febrero de 2019, forma parte del programa de Pixar ''SparkShorts'' y fue muy bien recibido por la crítica, especialmente por los temas tratados.

## Argumento
Purl, una bola de lana humanoide de color rosa, empieza de novata en una empresa llamada B.R.O. Capital. Entusiasmada en su primer día por trabajar allí, pronto se da cuenta de que sus socios la ignoran, a pesar de sus intentos de encajar. Después de quedarse sola mientras sus compañeros salen a comer, Purl se siente desplazada. Estando sola en la oficina, Purl observa gracias a unas fotos que el equipo de la empresa está compuesto enteramente de hombres trajeados y con peinados similares. Esto le inspira para cambiar su aspecto y personalidad para parecerse más a ellos. Cuando regresan los otros empleados de la comida, Purl, ahora vestida igual que sus compañeros, nota que le hacen más caso e incluso la invitan a tomar algo. Antes de que el grupo salga de la oficina, aparece una bola de lana amarilla llamada Lacy para empezar a trabajar. Al ver que Lacy es ignorada de la misma forma que ella lo era en el pasado, Purl empatiza y se hace amiga de ella, y aprovecha para invitarle a salir con todos. Después de un tiempo, Purl regresa a su aspecto original, y B.R.O. Capital está formada por una combinación proporcionalmente igual de humanos y bolas de lana, que trabajan todos juntos como un equipo.

## Reparto
- Bret Parker como Purl
- Emily Davis como Lacy

Los empleados de Pixar Michael Daley, Michael Frederickson, Erik Langley, Jimmy Lillard, Austin Madison, Kelsey Mann, Kyle McDaniel, Victor Navone y Michale Yates proporcionaron las voces para los empleados varones de B.R.O. Capital, mientras que Aphton Corbin, Mitra Shahidi, y la directora de Pixar Domee Shi dieron voz a las empleadas mujeres.

## Producción
Purl es el primer corto del programa Pixar "SparkShorts", en el cual empleados en Pixar tienen seis meses y un presupuesto limitado para producir cortometrajes animados. La productora Gillian Libbert-Duncan describió el corto como "una película sobre el pertenecer a un grupo". La directora y escritora Kristen Lester se inspiró en sus primeras experiencias en el mundo de la animación, en el que ella era la única mujer, para escribir la historia del cortometraje. Lester dijo que, para encajar, se "convirtió en un hombre más". Esto fue así hasta que entró en Pixar y empezó a trabajar con otras mujeres, lo cual le hizo redescubrir aspectos femeninos de ella misma había olvidado. Al explicar esta historia a Libbert y contarle el concepto del corto, esta aceptó trabajar en el proyecto.
Lester describió la oficina de B.R.O. Capital como "una oficina hiperreal". Los animadores diseñaron la oficina lo más "moderna y lustrosa" posible porque así Purl, que se describe como ''mullida'' y ''confusa'', podría ser más fácil de retratar "como alguien que se siente fuera de lugar". Lester explicó que su elección de describir a Purl como una pelota de lana fue inspirada en su hobby del yarn bombing, y en cómo esa actividad demostraba que la lana era muy versátil. Lester también tomó prestado elementos de películas como Working Girl y Cómo eliminar a su jefe para la historia. Empezada su realización en septiembre de 2018, Purl es la primera producción de Pixar donde no está implicado el antiguo director creativo John Lasseter, que abandonó Pixar en junio de 2018 debido a alegaciones de conductas sexuales no consentidas hacia empleadas mujeres.

## Música
La música del corto fue compuesta por Pinar Toprak, que se inspiró en la música jazz para el estilo de sonido de la partitura. Toprak dio indicios del lanzamiento de la partitura en una banda sonora el 22 de febrero de 2019. La banda sonora de la película, junto a la partitura de Toprak, fue lanzada el 15 de marzo de 2019, convirtiendo a Purl en el primer corto de Pixar en tener una banda sonora lanzada, el segundo producto no-fílmico de Pixar en tener una banda sonora lanzada (después de Toy Story of Terror!), y el tercer corto de Pixar en tener su música original lanzada (después de Lava, y Partysaurus Rex,  ambos de los cuales lanzaron las canciones creadas para los cortos).

Toda la música compuesta por Pinar Toprak. 
| N.º | Título                 | Duración |  |
| 1.  | «B.R.O Capital»        | 1:10     |  |
| 2.  | «First Day on the Job» | 2:42     |  |
| 3.  | «Purl Has an Idea»     | 0:24     |  |
| 4.  | «Happy Hour»           | 1:42     |  |
| 5.  | «Lacy»                 | 0:42     |  |
| 6.  | «It's Unbeweavable!»   | 1:01     |  |
| 7.  | «Purl»                 | 0:48     |  |

## Recepción y análisis
El corto fue recibido con aclamo universal, con muchas críticos alabando lo que consideran una alegoría para el feminismo. KC Ifeanyi, de Fast Company, escribió que la película "tendría que ser el nuevo vídeo corporativo de formación de la sensibilidad para empresas'' debido a su historia, mientras que Molly Freeman, de Screen Rant, dijo que ''Purl toca, en el seno de una empresa dominada por hombres, lo que mujeres hacen (o sienten la necesidad de hacer) para encajar en la oficina", y creía que "la gente que de algún modo se haya sentido apartada en su trabajo se relacionará con Purl''. Proma Khosla, de Mashable, escribió que la película es ''una alegoría transparente para las mujeres que intentan romper con la cultura anticuada del trabajo". Marc Snetiker, de Entertainment Weekly, dijo que la película trata de manera rápida pero eficiente del predominio de la masculinidad tóxica en la cultura de oficina y los sistemas sociales antiguos de la América corporativa". Chris Morris, de Fortune, dijo que "las huellas del movimiento contra el acoso sexual en la oficina se encuentran a lo largo de toda la película'', sintiendo que  "toma conciencia en las culturas cargadas de testosterona y la importancia de la diversidad en el lugar de trabajo". Samantha Lixivia, de Glamour, dijo que "si  eres mujer, trans, una persona de color, o una bola de lana, Purl es un símbolo de la necesidad de la diversidad en el lugar de trabajo". Andre Todd, de Birth.Movies.Death, dijo que Purl "es un corto fabuloso y un repaso de los entornos tóxicos comunes en muchos lugares de trabajo en la industria de la animación y más allá. Incluso puede ser entendido, específicamente, como un repaso de Pixar mismo". Emily Canal, de Inc., dijo que "el corto enfatiza la importancia de la inclusividad y la diversidad en el lugar de trabajo viendo a Purl siendo ignorada, sin voz en las reuniones, y excluida de las actividades de fuera de la oficina sencillamente porque es diferente", y que "la película es bonita, pero también emprende dos quejas sobre las industrias macho-dominantes como la tecnológica y el capital de riesgo: ambas están muy atrás en términos de contratación y de informar públicamente esas figuras, dos cosas que el personal de Recursos Humanos dice que son clave para prevenir ambientes tóxicos en el trabajo".
A Renee Nelson, de 92 Moose, le gustaron los temas de la película. Ella misma se comparaba con la protagonista y escribió: "He estado en muchas de estas situaciones durante años. Con el tiempo he visto a muchas mujeres publicar que no se han encontrado en este tipo de ambientes y a ellas les digo ¡FANTÁSTICO! Estoy feliz por vosotras, no todas hemos tenido tanta suerte.'' Rae Alexandra, de KQED, dijo que "la genialidad de Purl es que captura, en ocho encantadores minutos, tanto la importancia de diversificar los lugares de trabajo como las dificultades que afrontaron los pioneros que los diversificaron". Sophia Confort, de Associations Now, dijo que Purl " determina con precisión dónde las organizaciones tendrían que poner más esfuerzo si están comprometidas a tener equipos más diversos e inclusivos". Chris Morris, de World Economic Forum, alabó el corto por sus diferencias con otras producciones previas de Pixar, escribiendo que ''es lasciva (al menos para los estándares de Pixar), contiene la palabra ''culo'', y no tiene miedo de confrontar asuntos actuales de una manera directa''. Purl también fue bien recibido en las redes sociales.

## Lanzamiento
El corto fue lanzado por primera vez como preestreno en SIGGRAPH el 14 de agosto de 2018, seguido de un lanzamiento limitado en el Teatro El Capitan el 18 de enero de 2019. Se lanzó de manera oficial en el canal de YouTube de Pixar el 4 de febrero de 2019. El corto también estará disponible en Disney+.